# Toxorhina (Ceratocheilus) biroi
Toxorhina (Ceratocheilus) biroi is een tweevleugelige uit de familie steltmuggen (Limoniidae). De soort komt voor in het Australaziatisch gebied.